# Lechler (Lackhersteller)
Lechler ist ein mittelständisches italienisches Unternehmen der Lack-Industrie mit über 400 Mitarbeitern und etwa 100 Millionen Euro Umsatz sowie eine Marke, die in ihrer 150-jährigen Geschichte die Entwicklung der Farben und Lacke in den Arbeitsbereichen Autolacke, Industrielacke, Bautenanstrichmittel und Bootslacke aktiv mitgestaltet hat. Heute produziert die Firma an den zwei italienischen Standorten Como (Lombardei) und Foligno (Umbrien) und vertreibt ihre Produkte vorwiegend über den Fachhandel in Italien, mittels vier europäischer Filialen in Manchester (Großbritannien), Grenoble (Frankreich), Barcelona (Spanien) und Kassel (Deutschland), sowie in weiteren 60 Ländern durch Importeure und deren Distributionsnetz.

## Geschichte
Das heutige Unternehmen Lechler Spa entstammt der italienischen Filiale der deutschen Firma Christian Lechler und Sohn Nachfolger, die vom Apotheker Christian Lechler 1858 in Stuttgart gegründet, von seinem Sohn Paul Lechler weiterentwickelt und von diesem schon 1878 an die leitenden Angestellten abgegeben wurde, um sich anderen Aktivitäten im Bereich der Chemie und Sprühsystemen für Flüssigkeiten zu widmen. Zwei Besonderheiten haben die lange Firmengeschichte gekennzeichnet: eine kontinuierliche Eigentumsnachfolge und eine Unternehmensführung, die sich in der Firma selbst entwickelt mit einer diskontinuierlichen Präsenz einer Besitzerfamilie, die bei der Gründung entscheidend, dann aber über Jahrzehnte nicht vorhanden war, um bei der späteren Unternehmensentwicklung wieder eine Rolle zu spielen.
Die italienische Filiale der deutschen Lackfabrik wurde 1889 unter der Leitung des deutschen Ingenieurs Hermann Spindler in Ponte Chiasso (Como) eröffnet. Die ersten Kunden waren kleine, noch nicht auf Lacke spezialisierte Händler, Handwerker und Firmen, die vor allem die Werkstoffe Holz und Eisen beschichten müssen: Karosserien, Eisenbahnwagen, Straßenbahnen und Möbel.
Nach der Entscheidung des deutschen Mutterhauses, die italienische Filiale zu schließen, wandten sich die drei leitenden Angestellten Brizzolara, La Regina und Rizzi an den lokalen Bankier Edoardo Clerici (der später als Banca Amadeo firmierte), damit dieser eine Eigentümergemeinschaft zusammenführte, die in die Firma investierte, wo sie selbst Anteilseigner und Direktoren sein würden. In kurzer Zeit gelang es dem Bankier, eine ausreichende Anzahl an Partnern zu gewinnen, so dass im Februar 1910 die Kommanditgesellschaft Chr. Lechler & Figlio Successori gegründet wurde, die in die Eigentumsnachfolge und Firmenführung der Ex-Filiale eintrat. Diese Operation ist ein überzeugendes Beispiel für das Finanzierungsmodell, das in jenen Jahren in Italien der Motor für die industrielle Entwicklung war. Unter der neuen Leitung begann die Industrialisierung der Lackherstellung: Verwendung von elektrischem Strom, erste Maschinen, Einstellung eines studierten Chemikers im Labor. Auch das Image wurde erneuert: Wie bei anderen Lackfabriken, wurde in das Markenzeichen ein Tier eingeführt, für Lechler ein „Adler mit ausgestreckten Flügeln“.
In der zweiten Hälfte der 1920er Jahre erfolgte die schrittweise Umstellung von in der Natur vorkommenden Rohstoffen (Leinöl, Harze, Pigmente auf Basis natürlich vorkommender Metallverbindungen) auf durch chemische Prozesse synthetisch hergestellte Produkte. Die Nitrozellulose, die im Ersten Weltkrieg in großen Mengen zur Sprengstofffertigung verwendet wurde, fand Einzug in die Formulierung von Lacken für Autos und Lastwagen. In Italien hat Lechler als erstes Unternehmen ein Produkt dieses Typs entwickelt und vertrieben (Lechleroid), das schnell trocknete, mittels Spritzapplikation aufgetragen und in einer breiten Farbtonpalette angeboten wurde. Im selben Zeitraum erlaubten die ersten Alkydharze die Einführung der pigmentierten Kunstharz-Lackserie (Syntex).
Zwischen 1929 und 1944 überließ die erste Führungsgeneration schrittweise die Firmenleitung an den am Eidgenössischen Polytechnikum Zürich (heute ETH Zürich) promovierten Chemiker Onnik Manoukian, der 1925 als technischer Direktor in die Firma eintrat und lange Zeit die technologische Erneuerung der Firma betrieb, und an Aldo Bruschi, der im selben Jahr für die administrative Leitung eingestellt wurde.
Das Wachstum nach dem Zweiten Weltkrieg wurde mit einer übersichtlichen Belegschaft am kleinen Standort in Ponte Chiasso realisiert, die den Markt über nur wenige Handelsvertreter bediente. Werbung und Umsatzwachstum fußten hauptsächlich auf dem hohen Qualitätsniveau der Produkte und nur wenig auf Investitionen ins Firmenimage. Die Kommunikation beruhte auf den direkten Beziehungen des Firmenpersonals mit den Händlern und Anwendern der Produkte.
Wie schon in den 1920er Jahren brachten die großen Unternehmen der Chemieindustrie auch in den 1950er und 1960er Jahren neue Lackrohstoffe auf den Markt, die die Entwicklung einer vollständig neuen Produktgeneration mit innovativen Eigenschaften erlaubte. Die neuen Polyurethan-Bindemittel ermöglichten Lechler, frühzeitig marktführende Lacke auszuarbeiten: Isofan war der Produktname, der bei der Omnibus-Beschichtung Geschichte machte, Dermophan ermöglichte die Wiederanwendung von historischen Methoden zur Lederbeschichtung und Acriplast mit seinen vielfältigen Derivaten war die Lösung für die Beschichtung der zahlreichen neuen Kunststoffe, die sowohl im Bereich der Automobilfertigung, wie auch bei Hauseinrichtungen eine große Rolle spielten.
In den 1970er Jahren begann die Modernisierung der Firma Lechler: Die zwei Söhne der Eigentümer, Noubar Manoukian und Renato Bruschi traten in die Firmenleitung ein, und die technische und administrative Organisation wurde durch eine Vielzahl an Einstellungen von Technikern und Hochschulabsolventen verstärkt. Konkretes Zeichen der Erneuerung war das neue Werk in Como-Rebbio, was gleichzeitig eine neue Ära der industriellen Bauten in Italien kennzeichnete: Das Zusammenspiel des anlagentechnisch innovativen Gedankens von Noubar Manoukian mit der Sensibilität und dem architektonischen Ausdruck des Architekten Manouk Manoukian, der seine Wurzeln im italienischen Rationalismus hatte. Der Formel- und Farbtonbestand wurde in eine systematische Plattform an Mischsystemen (Isofan, BSB, Extralucido, Isoacryl, RS) integriert, auf deren Basis unterschiedliche Marktanforderungen sowohl in lacktechnologischer wie auch in farbtonspezifischer Hinsicht erfüllt werden konnten.
In den 1990er Jahren wurde ein neuer Produktionsstandort in Foligno, Zentralitalien, eröffnet, der ursprünglich für Bautenanstrichmittel geplant war und dann schrittweise für die Fertigung der Wasserlacke aller Arbeitsbereiche erweitert wurde. In denselben Zeitraum fiel die Internationalisierung des Vertriebs: zunächst durch die Eröffnung der europäischen Filialen in Großbritannien, Frankreich, Spanien und Deutschland und anschließend weltweit durch das Distributionsnetz. In diesen Jahren wurden umweltfreundliche Produktlinien für die Autoreparaturlackierung (Hydrofan und Macrofan) entwickelt und polyvalente Industrielack- und Bautenlack-Mischsysteme (Lechsys und DAC) weiterentwickelt, für die im Lechler-Trainingszentrum Schulungen für die Fahrzeuglackierer und Lackierer in den unterschiedlichen Bereichen stattfanden.
In den 2000er Jahren wurde die Firma eine Aktiengesellschaft mit einem unternehmerischen Modell, das auf marktsegmentspezifische Marken und Unternehmensfelder für Autoreparaturlacke (Lechler), Industrielacke (Lechler Tech), Bautenanstrichmittel (Chrèon), Bootslacke (durch den Erwerb der historischen Marke Stoppani) beruht und Habitat durch den Erwerb der Marke IVE. Seit den 1990er Jahren arbeitet Lechler mit dem Italienischen Historischen Fahrzeug-Verband ASI (Automotoclub Storico Italiano) in der Forschung, Bewahrung und Vereinheitlichung der Archive spezifischer Produkt- und Farbtoninformationen zusammen, die für die Beschichtung von Oldtimer-Fahrzeugen verwendet wurden. Ergebnis dieser Zusammenarbeit ist das Offizielle Register der historischen Motorrad-Farben Lechler-ASI, das für alle Hersteller nach Marke, Modell und Fertigungsjahr die verwendeten Farben aufführt. Weiterhin ist Lechler Ansprechpartner für die Künstler Fabrizio Musa, Mariko Mori, Marco Della Torre und Raymundo Sesma, um geeignete Lacklösungen für ihre Bedürfnisse zu finden.